# خوسيه مانويل مارتين
خوسيه مانويل مارتين (بالإسبانية: José Manuel Martín)‏ هو مذيع ‏ وكاتب سيناريو وممثل إسباني، ولد في 24 مايو 1924 بكاسافيخا في إسبانيا.

## وصلات خارجية
- خوسيه مانويل مارتين على موقع IMDb (الإنجليزية)
- خوسيه مانويل مارتين على موقع روتن توميتوز (الإنجليزية)
- خوسيه مانويل مارتين على موقع ألو سيني (الفرنسية)
- خوسيه مانويل مارتين على موقع أول موفي (الإنجليزية)
- خوسيه مانويل مارتين على موقع قاعدة بيانات الأفلام السويدية (السويدية)
- خوسيه مانويل مارتين على موقع قاعدة بيانات الفيلم (الإنجليزية)
- خوسيه مانويل مارتين على موقع كينوبويسك (الروسية)